# Marginella goodalli
Marginella goodalli is een slakkensoort uit de familie van de Marginellidae. De wetenschappelijke naam van de soort is voor het eerst geldig gepubliceerd in 1825 door G. B. Sowerby I.